# إيميت ريد دان
إيميت ريد دان (بالإنجليزية: Emmett Reid Dunn)‏ هو أمين متحف أمريكي، ولد في 21 نوفمبر 1894 في الإسكندرية في الولايات المتحدة، وتوفي في 13 فبراير 1956 في برين مار ‏ في الولايات المتحدة.